# Samuel Piètre
Cet article possède un paronyme, voir Piettre.
Samuel Piètre est un footballeur français né le 10 février 1984 à Villeneuve-Saint-Georges (Val-de-Marne). Il évolue au poste de milieu offensif droit.

## Biographie
Il est d'ascendance réunionnaise.
En mai 1999, il remporte avec la sélection de la Ligue de Paris-IDF la Coupe nationale des 14 ans, face à la Normandie de Florent Sinama-Pongolle et Anthony Le Tallec.
Son principal fait d'armes est le titre de champion du monde des moins de 17 ans remporté en Trinité-et-Tobago aux côtés de Florent Sinama-Pongolle et d'Anthony Le Tallec.
Arrivé en fin de contrat en juin 2007 avec le PSG, il effectue deux essais infructueux avec le club de Boulogne-sur-Mer et le club de Reims, avant de rejoindre le club grec de Levadiokos.
En juin 2008, il quitte le club grec de Levadiokos. Il se retrouve sans club mais continue à s'entraîner avec la réserve du PSG dans l'espoir de retrouver une place dans un club de Ligue 2.
Le 18 septembre 2009, après un essai concluant, il signe un contrat d'un an avec le club de l'US Créteil qui joue en National.
En 2011, il signe avec l'AS Poissy dont il devient l'un des joueurs emblématiques. Il arrête de jouer en 2019.

## En club
- 1997-1998[4] : US Créteil-Lusitanos ( France)
- 1998-janvier 2003 : Paris SG ( France)
- janvier 2003-2003 : FC Istres ( France)
- 2003-2007 : Paris SG ( France)
- 2007-2008 : APO Levadiakos ( Grèce)
- 2009-2010 : US Créteil ( France)
- 2011-2019 : AS Poissy ( France)

## Palmarès
- Champion du Monde des moins de 17 ans en 2001
- Vice-champions de National 2 en 2016